# Walim (Basse-Silésie)
Pour les articles homonymes, voir Walim.
Walim est une localité polonaise, siège de la gmina de Walim, située dans le powiat de Wałbrzych en voïvodie de Basse-Silésie.

## Histoire
De 1818 à 1945, Wüstewaltersdorf fait partie de l'arrondissement de Waldenburg dans le district de Breslau au sein de la province de Silésie.